# 丹嘎·冈巴特
丹嘎·冈巴特（1960年9月28日—）蒙古国人，蒙古国商界及政治人物。

## 生平
1968年至1978年，在乌兰巴托第24中学学习。1978年至1983年，在蒙古工业大学（Polytechnic University of Mongolia）工程与经济学院交通经济与管理（Transport Economics and Management）专业学习并获得文凭。1983年至1993年，任蒙古交通部下属的运输科学与设计研究所（Institute for Transport Science and Design）科学主任。1993年至1996年，在蒙古外语研究所（Institute of Foreign Languages of Mongolia）夜校学习汉语。1998年，获得蒙古科技大学硕士学位。2007年至2009年，在蒙古科技大学学习并获得工商管理博士学位。
1996年至1998年，任蒙古海事常务代表，蒙古-中国联合公司“CMH”航运的副主管（Deputy Director。该公司根据蒙古国政府与中华人民共和国政府签署的政府间协议，在天津经济技术开发区成立）。1998年至2004年，任蒙古-俄罗斯“Erdenet”矿业公司北京代表处主任。2004年至2008年，任蒙古-俄罗斯“Erdenet”矿业公司生产副总主管（Deputy Director-General for Production）。2008年至2009年，任“Devshilt”有限责任公司董事会主席。2009年至2011年，任蒙古国政府监管机构——专门检验总署（General Agency of Specialized Inspection）副署长、代署长。2011年至2013年，任蒙古-俄罗斯“Erdenet”矿业公司生产副总主管。2013年至2015年，任蒙古科技大学机械工程学院交通运输系运输管理与物流专业高级讲师。2015年7月至2016年7月，任Mongolian Railway SOSC的CEO。
他是蒙古人民党党员。2016年7月，出任额尔登巴特内阁的道路交通发展部部长。

## 家庭
已婚，有三个孩子。